# Кизилбулак (Казигуртський район)
Кизилбула́к (каз. Қызылбұлақ) — село у складі Казигуртського району Туркестанської області Казахстану. Входить до складу Жигергенського сільського округу.
Населення — 362 особи (2021; 363 у 2009, 266 у 1999, 202 у 1989).